# Pomla (Mokolo)
Pour les articles homonymes, voir Pomla.
Pomla, ou Pomla Centre, est un village du Cameroun situé dans le département de la Mayo-Tsanaga et la Région de l'Extrême-Nord. Il fait partie de la commune de Mokolo et du canton de Zamai. 

## Géographie
Pomla se situe à 15 km au sud de Mokolo, dans la réserve forestière de Zamai (ou Zamey).

## Population
En 1966-1967 le village comptait 150 habitants, Peuls, Mafa ou Mofu.
Lors du recensement de 2005 (3e RGPH), 3 133 personnes y ont été dénombrées.